# Municipio de Jackson (condado de Madison, Iowa)
El municipio de Jackson (en inglés: Jackson Township) es un municipio ubicado en el condado de Madison en el estado estadounidense de Iowa. En el año 2010 tenía una población de 262 habitantes y una densidad poblacional de 2,84 personas por km².

## Geografía
El municipio de Jackson se encuentra ubicado en las coordenadas 41°22′25″N 94°11′4″O / 41.37361, -94.18444. Según la Oficina del Censo de los Estados Unidos, el municipio tiene una superficie total de 92.16 km², de la cual 92,12 km² corresponden a tierra firme y (0,04 %) 0,04 km² es agua.

## Demografía
Según el censo de 2010, había 262 personas residiendo en el municipio de Jackson. La densidad de población era de 2,84 hab./km². De los 262 habitantes, el municipio de Jackson estaba compuesto por el 96,18 % blancos, el 0,38 % eran asiáticos, el 1,15 % eran de otras razas y el 2,29 % eran de una mezcla de razas. Del total de la población el 3,44 % eran hispanos o latinos de cualquier raza.